# Lowes Dickinson
Pour les articles homonymes, voir Dickinson.
Goldworthy Lowes Dickinson ( 6 août 1862 - 3 août 1932), est un historien et un militant politique britannique. Il passa toute sa vie à Cambridge, où il rédigea un mémoire sur le néoplatonisme avant de devenir titulaire d’un poste à l’université. Il fut très lié au groupe dit de « Bloomsbury ».
Pacifiste notoire, Dickinson s’éleva contre la participation de la Grande-Bretagne à la Première Guerre mondiale. Son essai sur la charte issue du Traité de Versailles (The Future of the Covenant) contribua à changer l’opinion publique sur la création de la Société des Nations.

## Biographie

### Années de formation

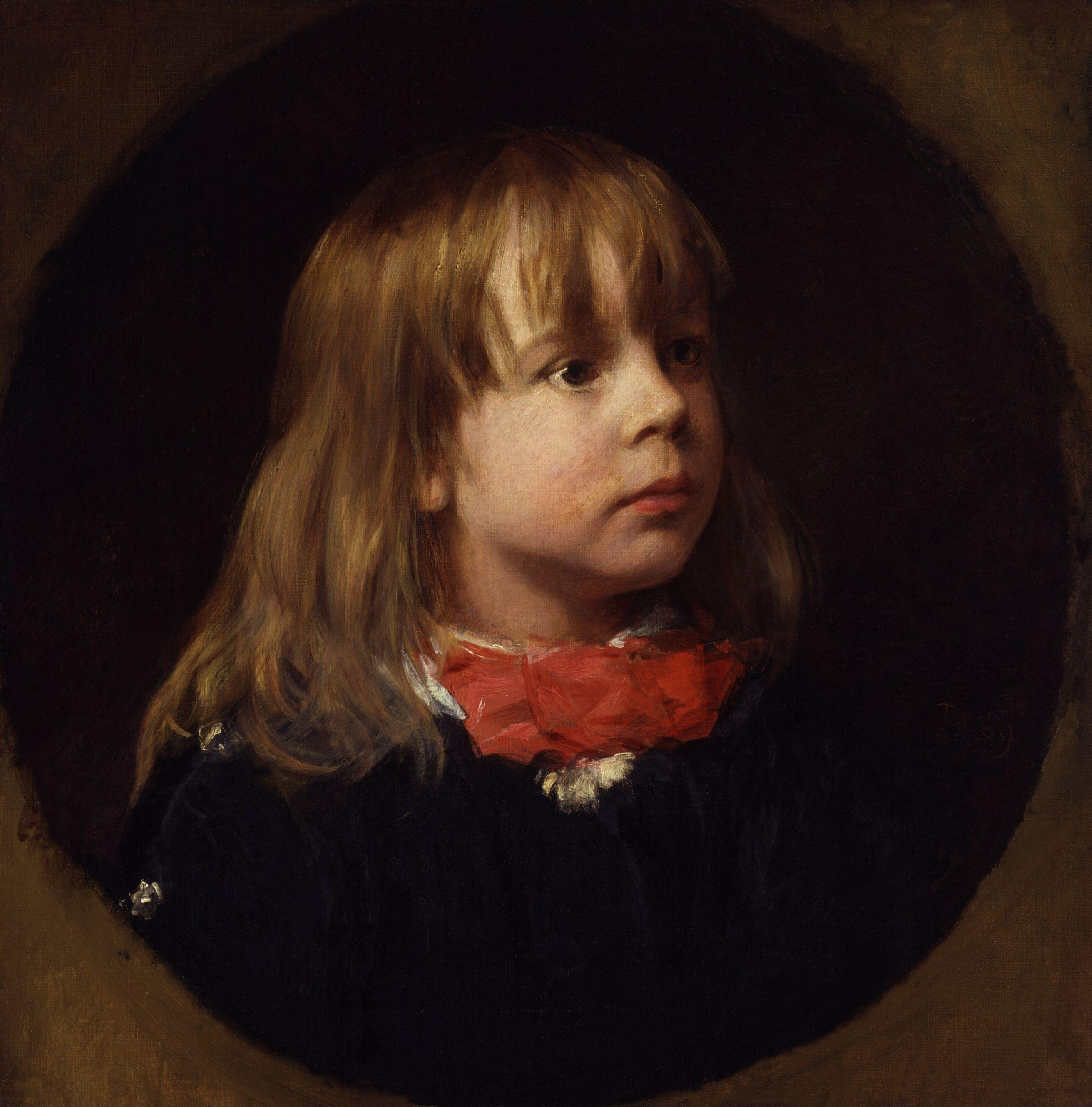
Goldsworthy Lowes Dickinson enfant en 1869, par son père

Dickinson naquit à Londres ; sa mère, Margaret Ellen Williams Dickinson, était la fille de William Smith Williams, conseiller littéraire de la société d’édition Smith, Elder & Company qui avait découvert Charlotte Brontë. Son père, Lowes Cato Dickinson (1869-1908), était portraitiste. Il avait un an environ lorsque la famille s’installa à Spring Cottage dans ce qui était alors le petit village de Hanwell. Il avait un frère de trois ans son aîné, Arthur, une sœur aînée, May, et deux sœurs cadettes, Hester and Janet. 
Il entra à l’école de Somerset Street, Portman Square, en tant qu’externe à l’âge de 10 ou 11 ans. À 12 ans il entra à l’internat de Beomonds à Chertsey. Entre 14 et 19 ans, il fréquenta l’école de Charterhouse à Godalming où l’avait précédé son frère Arthur. Il n’y fut pas très  heureux, mais garda un bon souvenir des pièces de théâtre données par des acteurs en tournée et joua du violon dans l’orchestre de l’école. À cette époque la famille quitta Hanwell pour s’installer dans une maison située derrière l’église de Tous les Saints à Langham Place.
En 1881 il entra comme boursier au King's College de Cambridge où l'avait également précédé  son frère Arthur. Vers la fin de l’année universitaire il reçut un télégramme l’informant de la mort de sa mère des suites d’une crise d’asthme. Le professeur Oscar Browning, qui lui servait de tuteur, exerça une grande influence sur ses années d’études ; il devint l’ami de  Charles Robert Ashbee, étudiant comme lui de King's College. En 1884, Dickinson remporta la médaille du chancelier en composition anglaise pour un poème sur Savonarole et passa son diplôme de lettres classiques avec la mention très bien.
Il effectua un voyage aux Pays-Bas et en Allemagne avant de retourner à Cambridge à la fin de l’année 1884 et fut reçu membre de la Conversazione Society, plus connue sous le sobriquet de Society of Apostles (Le groupe des apôtres). Par la suite il fréquenta un cercle dont Roger Fry, John McTaggart Ellis McTaggart et Nathaniel Wedd étaient aussi les familiers.

### Carrière
Pendant l’été 1885, il travailla dans une coopérative agricole, Craig Farm, à Tilford près de Farnham dans le Surrey. L'expérience avait été lancée par Harold Cox et se voulait une tentative de retour à une vie simple. Dickinson ne fut pas peu fier de ses performances à la binette, la bêche et la charrue. À l’automne et au printemps 1886, il participa à un projet d’université ouverte et donna des conférences publiques sur Carlyle, Emerson, Browning et Tennyson. Il sillonna la Grande-Bretagne, passant un premier semestre à Mansfieldet un second à Chester et Southport. Il fit ensuite un bref séjour au Pays de Galles. 
Aidé financièrement par son père, il entama ensuite des études de médecine à Cambridge à la rentrée d’octobre 1886. Déçu par ce cursus, il hésita s’il n’allait pas arrêter mais se força à passer les examens en 1887 et 1888 pour obtenir son doctorat en médecine ; il se refusa néanmoins à exercer la dans cette profession.
En mars 1887, une thèse sur Plotin lui permit d’entrer à King's College. Roger Fry était alors en dernière année à  Cambridge (1887-1888), et Dickinson qui était homosexuel, en tomba amoureux. Leur relation, tout d’abord très intense mais platonique (selon la biographie de Dickinson car Fry était hétérosexuel), se transforma en une amitié durable. Fry le présenta à Jack McTaggart et à Ferdinand Schiller.
Dickinson s’installa définitivement à Cambridge, qu’il ne quitta plus que pour participer au programme d’université ouverte, séjournant à Newcastle, Leicester et Norwich. À partir de 1993 il fit fonction de bibliothécaire de King's College puis fut titularisé en tant qu’historien en 1896, l’année où paraissait The Greek View of Life. Il écrivit ensuite un certain nombre de dialogues d’inspiration socratique. 
Dickinson contribua à mettre sur pied les diplômes de sciences économiques et politiques, et donna des cours de science politique à l'université de Cambridge. Pendant quinze ans, il donna également des cours à la London School of Economics.
Ses activités débordaient le cadre de l’université. En 1897 il effectua un premier séjour en Grèce, en compagnie de Nathaniel Wedd, Robin Mayor, et A. M. Daniel. Il était devenu membre de la société de recherches psychiques (Society of Psychical Research) en 1890 et fit partie du bureau de 1904 à 1920. En 1903 il fut l'un des fondateurs de l’Independent Review. Edward Jenks en était l’éditeur en chef, assisté d’un comité de rédaction qui comprenait des collaborateurs tels que Dickinson, F. W. Hirst, C. F. G. Masterman, G. M. Trevelyan et Nathaniel Wedd. Fry fit la maquette de la couverture. Au fil des ans, Dickinson rédigea nombre d’articles, dont une partie fut éditée et publiée plus tard dans Religion: A Criticism and a Forecast, (1905) et Religion and Immortality (1911).

### La Première Guerre mondiale et les années qui l’ont suivie
Deux semaines après le début de la Première Guerre mondiale, Dickinson avait esquissé un projet de « Société des nations ». Avec Lord Dickinson et Lord Bryce, il élabora les idées qui allaient fonder cette institution et joua un rôle moteur au sein du groupe d’intellectuels pacifistes de toutes nationalités, comprenant notamment Graham Wallas qui allait recevoir le nom de « groupe Bryce » (Bryce Group). Cette organisation constitua le noyau de l’union pour la Société des Nations. Dickinson propagea ses idées à travers un grand nombre d’ouvrages et de brochures, notamment The International Anarchy. Il participa à une conférence pacifiste à La Haye en 1915. En 1916 Dickinson partit aux États-Unis pour une série de conférences où il défendit son projet de Société des Nations.
En 1929, la BBC l’invita à donner les conférences d’ouverture et de clôture d’une série d’émissions intitulée « Points de vue ». Ce fut le début d’une série d’interventions radiophoniques sur des sujets tels que Goethe et Platon.

### Décès et postérité
Opéré de la prostate en 1932, Dickinson mourut le 3 août. Un service funèbre se déroula dans la chapelle de King's College Chapel et un autre à Londres.
E.M. Forster, ami proche de Dickinson et influencé par ses ouvrages, fut chargé de son héritage littéraire. Les sœurs de Dickinson lui demandèrent de rédiger sa biographie qui parut en 1934 sous le titre Goldsworthy Lowes Dickinson. Forster a été critiqué pour n’avoir pas parlé de l’orientation sexuelle de Dickinson, notamment son fétichisme et son éphébophilie.

## Œuvre
- Revolution and Reaction in Modern France, 1892
- The Development of Parliament during the Nineteenth Century, 1895
- The Greek View of Life, 1896, 1909
- Letters from John Chinaman and Other Essays , 1901
- The Meaning of Good: A Dialogue  1901
- Letters from a Chinese official being an Eastern view of Western civilization, 1903 (Published Anonymously)
- Religion. A Criticism and a Forecast, 1905
- A Modern Symposium, 1905
- Justice and liberty, a political dialogue 1908
- Religion and Immortality, 1911
- The European Anarchy, 1916
- The Choice Before Us, 1917
- The Magic Flute, 1920, a poetic fantasy
- War: Its Nature, Cause and Cure, 1923
- The International Anarchy, 1904–1914, 1926
- After Two Thousand Years: a Dialogue between Plato and a Modern Young Man, 1930
- Plato and his dialogues, 1931
- The Contribution of Ancient Greece to Modern Life, 1932

Posthumous:

- The Autobiography of G. Lowes Dickinson: and other unpublished writings, 1973, edited by Dennis Proctor, published by Duckworth, 287 pages,  (ISBN 0-7156-0647-6) (hardcover)
- Causes of International War, 110 pages, bibliog, Greenwood Press Reprint, 1984,  (ISBN 978-0-313-24565-7)

## Pour en savoir plus
- E. M. Forster, (1934), "Goldsworthy Lowes Dickinson", edited by L. G. Wickham Legg, London: Edward Arnold, 277 pages, (hardcover)
- P. D. Proctor, (1949), pages 225-227 in "The Dictionary of National Biography 1931-1940", edited by L. G. Wickham Legg, London: Oxford University Press, 968 pages, (hardcover)